# 17910 Munyan
17910 Munyan è un asteroide della fascia principale. Scoperto nel 1999, presenta un'orbita caratterizzata da un semiasse maggiore pari a 2,6162562 UA e da un'eccentricità di 0,1285198, inclinata di 8,61048° rispetto all'eclittica.